# Pangamsäure
Pangamsäure ist ein Ester der Gluconsäure und Dimethylglycin. Sie ist ein Zwischenprodukt im Cholinstoffwechsel (Cholin → Betain → Pangamsäure → Sarkosin → Glycin).
Sie wurde zeitweise in die Gruppe der B-Vitamine (Vitamin B15) eingeordnet, was allerdings nicht haltbar gewesen ist, da der menschliche Körper im Normalfall Pangamsäure in ausreichender Menge selbst produzieren kann (Pseudovitamin). Daher sind Mangelerscheinungen nicht bekannt. Zudem ist noch nicht vollständig geklärt, wie sie in den Stoffwechsel eingreift. Nach ersten Untersuchungen Anfang der 1950er Jahre soll Pangamsäure an die Cytochrom-c-Oxidase wie ein Cofaktor gebunden werden und so den letzten Schritt der Atmungskette aktivieren. Weitere experimentelle Untersuchungen zeigen, dass Pangamsäure neuromuskuläre Synapsen und α-Adrenozeptoren blockieren sowie zu einer Blutdrucksenkung führen kann.

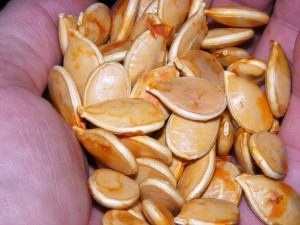
Kürbiskerne

Pangamsäure bzw. Natriumpangamat (das Natriumsalz der Pangamsäure) kommt in Aprikosenkernen, Bierhefe, unpoliertem Reis – speziell in dessen Kleie –, in Kürbiskernen, Sesamsamen, Hülsenfrüchten – hier insbesondere in den  Kichererbsen – und in Vollkorn vor.
Pangamsäurehaltige Produkte werden als Nahrungsergänzungsmittel als variierende Mischung verschiedener Stoffe (wie z. B. mit Dimethylglycin, Glycin, Diisopropylamindichloracetat) vermarktet, teilweise unter der Bezeichnung DMG zur angeblichen Verbesserung der Zell-Sauerstoffversorgung und deren Mangelbehebung. Die FDA bewertet diese Präparate als weder therapeutisch wirksam, noch ausreichend sicher. In Europa gilt Pangamsäure als nicht zugelassene Substanz in Nahrungsergänzungsmitteln.